# 2000년 하계 올림픽 루마니아 선수단
2000년 하계 올림픽 루마니아 선수단은 루마니아가 2000년 9월 15일부터 10월 1일까지 오스트레일리아 시드니에서 열린 제27회 하계 올림픽에 파견한 선수단이다.

## 수영
남자
| 선수 | 세부 종목 | 예선 | 예선 | 준결선 | 준결선 | 결선 | 결선      |
| 선수 | 세부 종목 | 기록 | 순위 | 기록   | 순위   | 기록 | 최종 순위 |

## 육상

### 남자
트랙 / 도로 경기
| 선수              | 세부 종목        | 1차 예선 | 1차 예선 | 2차 예선  | 2차 예선  | 준결선    | 준결선    | 결선      | 결선      |
| 선수              | 세부 종목        | 기록     | 순위     | 기록      | 순위      | 기록      | 순위      | 기록      | 최종 순위 |
| 플로린 이오네스쿠 | 3000m 장애물경주 | 8:37.44  | 27       | 진출 실패 | 진출 실패 | 진출 실패 | 진출 실패 | 진출 실패 | 진출 실패 |
| 코스티커 벌란     | 20km 경보        | 빈칸     | 빈칸     | 빈칸      | 빈칸      | 빈칸      | 빈칸      | 1:23:42   | 18        |

필드 경기
| 선수            | 세부 종목  | 예선  | 예선 | 결선      | 결선      |
| 선수            | 세부 종목  | 기록  | 순위 | 기록      | 최종 순위 |
| 보그단 터루스   | 멀리뛰기   | 8.00  | 12 q | 8.00      | 9         |
| 이오누트 푼거   | 세단뛰기   | 16.72 | 14   | 진출 실패 | 진출 실패 |
| 게오르게 구세트 | 포환던지기 | 18.56 | 30   | 진출 실패 | 진출 실패 |
| 코스텔 그라수   | 원반던지기 | NM    | —    | 진출 실패 | 진출 실패 |

### 여자
트랙 / 도로 경기
| 선수              | 세부 종목 | 1차 예선 | 1차 예선 | 2차 예선  | 2차 예선  | 준결선    | 준결선    | 결선        | 결선      |
| 선수              | 세부 종목 | 기록     | 순위     | 기록      | 순위      | 기록      | 순위      | 기록        | 최종 순위 |
| 오틸리아 루이쿠   | 400m      | 52.65    | 27 Q     | 52.28     | 22        | 진출 실패 | 진출 실패 | 진출 실패   | 진출 실패 |
| 엘레나 이아거르   | 800m      | 2:07.56  | 30       | 진출 실패 | 진출 실패 | 진출 실패 | 진출 실패 | 진출 실패   | 진출 실패 |
| 엘레나 이아거르   | 1500m     | 4:11.35  | 21       | 빈칸      | 빈칸      | 4:14.75   | 23        | 진출 실패   | 진출 실패 |
| 가브리엘라 사보   | 1500m     | 4:08.33  | 3 Q      | 빈칸      | 빈칸      | 4:07.38   | 11        | 4:05.27     | 3         |
| 비올레타 세켈리   | 1500m     | 4:10.18  | 11       | 빈칸      | 빈칸      | 4:06.60   | 7 Q       | 4:05.15     | 2         |
| 가브리엘라 사보   | 5000m     | 15:08.36 | 2 Q      | 빈칸      | 빈칸      | 빈칸      | 빈칸      | 14:40.79 OR | 1         |
| 이오넬라 티를레아 | 400m 허들 | 56.40    | 16 q     | 빈칸      | 빈칸      | 54.70     | 5 q       | 54.35       | 6         |
| 아누차 커투너     | 마라톤    | 빈칸     | 빈칸     | 빈칸      | 빈칸      | 빈칸      | 빈칸      | DNF         | DNF       |
| 알리나 게라심     | 마라톤    | 빈칸     | 빈칸     | 빈칸      | 빈칸      | 빈칸      | 빈칸      | 2:36:16     | 29        |
| 리디아 시몬       | 마라톤    | 빈칸     | 빈칸     | 빈칸      | 빈칸      | 빈칸      | 빈칸      | 2:23:22     | 2         |
| 노리카 큼페안     | 20km 경보 | 빈칸     | 빈칸     | 빈칸      | 빈칸      | 빈칸      | 빈칸      | 1:31:50     | 6         |
| 아나 그로자       | 20km 경보 | 빈칸     | 빈칸     | 빈칸      | 빈칸      | 빈칸      | 빈칸      | 1:33:38     | 13        |

필드 경기
| 선수                | 세부 종목  | 예선  | 예선 | 결선      | 결선      |
| 선수                | 세부 종목  | 기록  | 순위 | 기록      | 최종 순위 |
| 오아나 판텔리몬     | 높이뛰기   | 1.94  | 12 Q | 1.99      | 3         |
| 모니카 이아거르     | 높이뛰기   | 1.94  | 10 Q | 1.93      | 9         |
| 크리스티나 니콜라우 | 세단뛰기   | 14.14 | 10 q | 14.17     | 6         |
| 니콜레타 그라수     | 원반던지기 | 58.57 | 19   | 진출 실패 | 진출 실패 |
| 아나 체르무레       | 창던지기   | 56.31 | 22   | 진출 실패 | 진출 실패 |
| 펠리치아 칠레아     | 창던지기   | 58.75 | 15   | 창던지기  | 창던지기  |